# Geranomyia gaudens
Geranomyia gaudens är en tvåvingeart som beskrevs av Alexander 1922. Geranomyia gaudens ingår i släktet Geranomyia och familjen småharkrankar. Inga underarter finns listade i Catalogue of Life.